# Zhang Xie
Zhang Xie (chinesisch 张燮, Pinyin Zhāng xiè, * 1574 in Longhai Zhangzhou, Fujian; † 1640) war ein chinesischer Geograph zur Zeit der  Ming-Dynastie.

## Leben
Zu seinen Vorfahren zählt Huang Zongxi ein Jinshi, Beamter in Zhenjiang. Sein Vater Zhang Tingbang war Präfekt von Taiping (Fuxin).
Zhang Xie wurde im zweiten Jahr der Regierungszeit von Wanli (1574) geboren.
In seiner Kindheit lernte er die Fünf Klassiker und las die Geschichtsbücher. Im zweiundzwanzigsten Regierungsjahr von Wanli (1594) absolvierte er die Chinesische Beamtenprüfung während der Qing-Dynastie. Das Ende der Ming-Dynastie war von politischer Korruption geprägt, Zhang Xie hatte nicht die Absicht Beamter zu werden, sondern widmete sich zu Hause seiner schriftstellerischen Tätigkeit. Im fünfundvierzigsten Jahr von Wanli (1617) wurde es als „Eine Studie über östliche und westliche fremde Länder“ fertig gestellt. Unter der Regierung von Tianqi wurde er auf Empfehlung von He Qiaoyuan in den Staatsdienst berufen, um „Die Aufzeichnungen von Shenzong“ zu bearbeiten. Er starb im dreizehnten Regierungsjahr von Chongzhen (1640).
In 七十二家文选 (Ausgewählte Werke von zweiundsiebzig Schulen) nannte Huang Zongxi ihn Wanli Biograf.

## Werke
1. 文集 (Gesammelte Werke)
2. 东西洋考 (Ost- und Westforschung)
3. 群玉楼集 (Qunyulou-Sammlung)
4. 漳州府志 Beteiligte sich an der Zusammenstellung von „Das Haus Zhangzhou“
5. 海澄县志 Beteiligte sich an den „Haicheng Landes-Chroniken“
6. 刊刻汉魏 Gravur der Han- und Wei-Dynastie

## Sieben Talente von Zhangzhou
Sieben Talente von Zhangzhou (漳州七才子)
1. Zhang Xie (張燮)
2. Jiang Meng-yu (蒋孟育)（1558－1619）
3. Gao Ke-zheng (高克正)
4. Lin Mao-gui (林茂桂)
5. Wang Zhi-yuan (王志遠) (? -1621)
6. Zheng Huai-kui (鄭懷魁)
7. Chen Ji-fei (陳翼飛)